# Tiszacsege
Tiszacsege város Hajdú-Bihar vármegyében, a Balmazújvárosi járásban.

## Fekvése
Polgártól 30 kilométerre dél-délnyugatra, Tiszafüredtől 30 km-re északkeletre, a Hortobágyi Nemzeti Park északnyugati kapujában található. Nagymajor nevű, különálló városrésze a központtól légvonalban 7, közúton csaknem 10 kilométerre délre helyezkedik el.
Mindkét említett város felől a 3315-ös úton érhető el, Balmazújvárossal és Debrecennel a 3316-os út kapcsolja össze. Miskolc felől, Nyékládháza-Ároktő érintésével (a Tiszát komppal átszelve) a 3307-es úton közelíthető meg.
Az egységes morfológiájú település középpontjában, a Tisza-part, Balmazújváros és Egyek felé vezető három út elágazása környékén az egykori egyutcás ófalu található.
Korábban vonattal is elérhető volt, az Ohat-Pusztakócs–Nyíregyháza-vasútvonalon (amelyen a városközpont keleti részén működött állomás mellett Nagymajor településrész is önálló megállóhellyel rendelkezett), de 2009 decemberétől a vonal Tiszacsegét érintő szakaszán megszűnt a forgalom.

## Története
Az Árpád-kori település neve, a Csege honfoglaláskori személynévből alakult ki. A Századi-apátság 1067-es alapítólevele már a mai helyén lévő faluként említi meg. IV. Béla 1248-ban kiadott adománylevele szerint Csege országos jelentőségű révhely volt, az itt áthaladóknak vámot kellett fizetniük. Az akkori falunak halászati joga volt a Völgyes, Nagy-morotva, és a Hortobágy vizére is. 1299-ben az elnéptelenedett Szilesd falu határát is hozzácsatolták. 1241-ben a mongol seregek egy része is itt kelt át a muhi csata előtt. IV. Béla hat évvel a tatárjárás után, 1248-ban kelt oklevelében a falut az egri püspöki egyháznak adományozta katonaállítás fejében. 1332-ben Károly Róbert birtoka volt, mint adófizető egyházas hely. A XIV. századtól a Bajoni család, majd a Hunyadi család birtoka lett.
A település első isert okleveles említésekor (1248) mint villa Chege, az Anjou-korban (1336) possessióként (= valakinek a birtokában lévő településként), a Hunyadiak korában pedig oppidumként (vagyis mint magán földesúri joghatóság alatt álló mezőváros) szerepelt. A Tiszántúlról a nyugatra irányuló marhakereskedelem egyik legfőbb útvonala itt keresztezte a Tisza folyását. 1478-tól a debreceni mészáros céh is ezt az útvonalat használta.

## Közélete

### Polgármesterei
| Időszak   | Név             | Jelölő szervezet | Megjegyzés                             |
| --------- | --------------- | ---------------- | -------------------------------------- |
| 1990–1994 | Németh József   | független        |                                        |
| 1994–1998 | Németh József   | független        |                                        |
| 1998–2002 | Németh József   | független        |                                        |
| 2002–2006 | Németh József   | független        |                                        |
| 2006–2010 | Jónás Sándor    | független        |                                        |
| 2010–2011 | Jónás Sándor    | független        | hivataláról lemondott                  |
| 2011–2014 | Szilágyi Sándor | független        | Időközi választás 2011. július 10.     |
| 2014–2019 | Szilágyi Sándor | független        |                                        |
| 2019–2020 | Fekete Gergő    | független        | a képviselő-testület feloszlatta magát |
| 2020–2024 | Szeli Zoltán    | független        | Időközi választás 2020. október 18.    |
| 2024–     | Szeli Zoltán    | független        |                                        |

## Népesség
A település népességének változása:
| Lakosok száma | 4754 | 4741 | 4713 | 4496 | 4407 | 4322 | 4234 |
|               | 2013 | 2014 | 2015 | 2021 | 2022 | 2023 | 2024 |

2001-ben a város lakosságának 97%-a magyar, 3%-a cigány nemzetiségűnek vallotta magát.
A 2011-es népszámlálás során a lakosok 74,7%-a magyarnak, 4,3% cigánynak, 0,2% németnek mondta magát (25,1% nem nyilatkozott; a kettős identitások miatt a végösszeg nagyobb lehet 100%-nál). A vallási megoszlás a következő volt: római katolikus 12,8%, református 25,6%, görögkatolikus 0,6%, felekezeten kívüli 18,8% (41,2% nem válaszolt).
2022-ben a lakosság 90,6%-a vallotta magát magyarnak, 5,2% cigánynak, 0,4% németnek, 0,3% ukránnak, 0,1-0,1% románnak, ruszinnak és szlováknak, 1,5% egyéb, nem hazai nemzetiségűnek (9,3% nem nyilatkozott; a kettős identitások miatt a végösszeg nagyobb lehet 100%-nál). Vallásuk szerint 24,6% volt református, 7,2% római katolikus, 1,2% görög katolikus, 0,9% egyéb keresztény, 1% egyéb katolikus, 0,1% evangélikus, 29% felekezeten kívüli (35,9% nem válaszolt).

## Nevezetességei

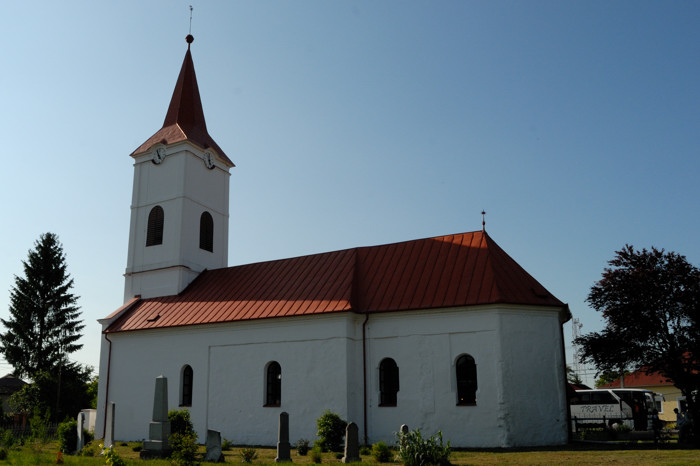
Református templom

- Református templom (18. század, barokk)

A város első kőépülete a református templom. A 14. vagy a 15. században, gótikus stílusban készült. Az eredeti templomra Lázár deák által a mohácsi vész előtt készített, de csak 1528-ban közreadott térképéből lehet következtetni: ezen a templomot erődített, bástyával körülvett, lőréses tornyú, mellvédes épületként ábrázolja. A templomerőd a lakosság oltalmazására is szolgált. Egy 1461-ben kelt oklevél is erre utal, amikor "vici Chastel" néven, azaz elő-várként, várszerű építményként nevezi meg a templomot. 1596-ban a környéken nagy pusztítást véghezvivő, törökökkel szövetséges krími tatárok rombolták le. 1621 táján építették újjá. A leomlott torony helyébe fából emeltek haranglábat. A jelenlegi, barokkos formát a templom 1856–1887 között kapta. Az új torony talapzata alá okiratot, egy üveg bort, a forgalomban lévő pénzekből egy-egy példányt helyeztek.
Az 1975-ös renoválások felfedték a gótikus épületmaradványokat, a sekrestye utca felől befalazott bejáratát, a déli oldalon pedig az ablakok párkányait. Ekkor tűnt elő a templomot építő kőműves céhjelvénye is. A templom építőkövét, a vulkáni tufát Tokaj környékéről a Tiszán hajón szállították. A templomhoz tartozott a cinterem, vagyis a déli oldalon elterülő temető. A csegeiek 1787-ig temetkeztek ide. A kereszténység előtti időkből származó, itt továbbélő szokás szerint a sírokat kelet felé tájolták. 2004 nyarán a templom külseje teljes egészében megújult, Mészáros Barna lelkész és Fülöp Sándor gondnok idejében.
- Zsellérház

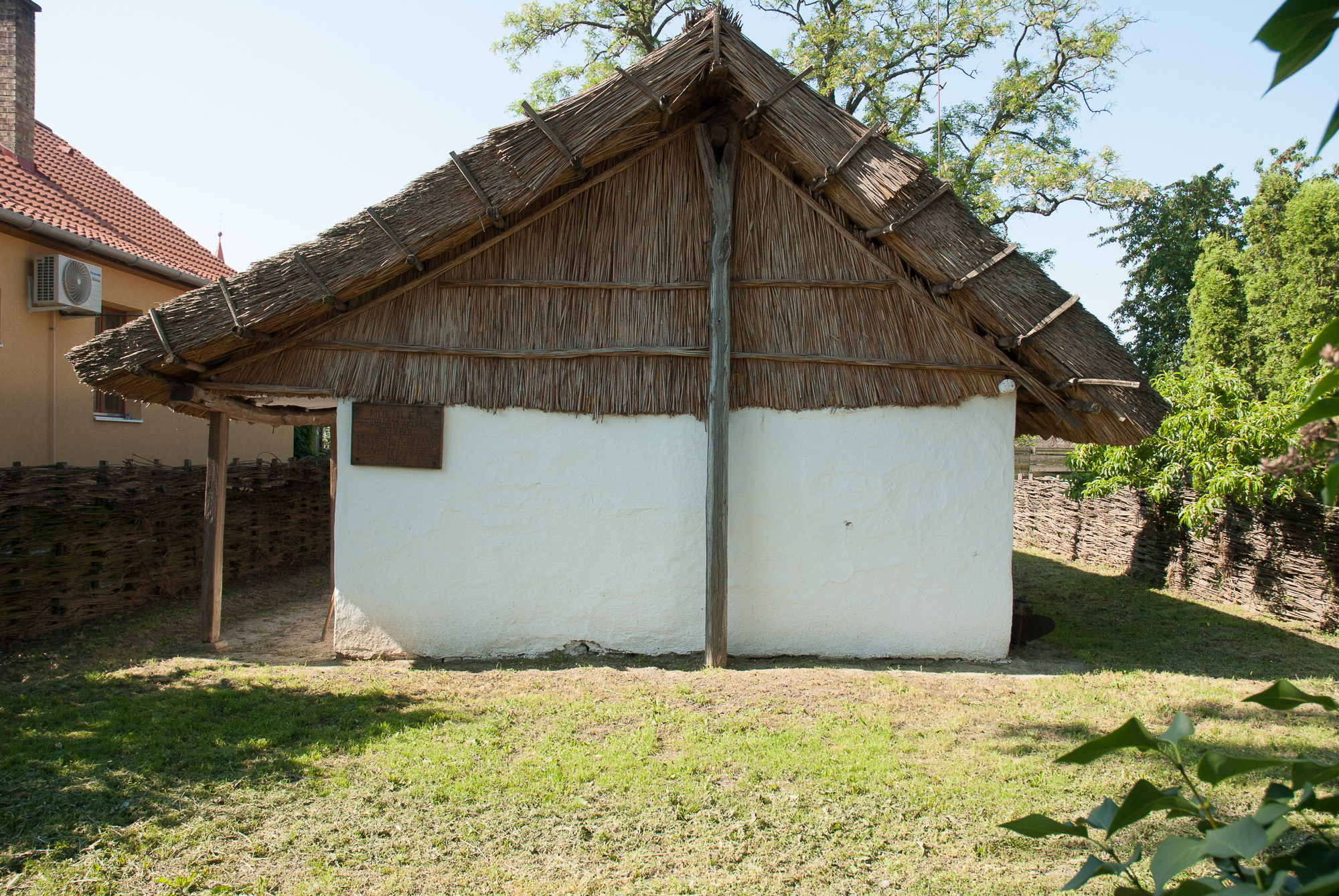
Zsellérház (ma múzeum)

A városban található az az 1833-ban épült zsellérház, amely 1962 óta mint múzeum fogadja a látogatókat, benne a 19. századi Csege lakóinak életkörülményeit bemutató kiállítással. A hajdani tulajdonosok (a Ferge család) által épített zsellérház ma a XIX. század végi paraszti életmód emlékeit mutatja be, állandó kiállítási jelleggel.
Az épület fehérre meszelt vályogfalú, nádtetővel fedett. A hármas térbeosztású jobbágyház pitvarába belépve a konyhával találjuk szembe magunkat. A szobában található az eredeti állapotában megőrződött búboskemence, amelyet a konyhából lehetett fűteni; a pitvar másik oldalán pedig a kamra helyezkedik el. A Múzeumház konyhai berendezése Tiszafüred és Mezőcsát fazekas műhelyeiben készült cserépedényekből, evőeszközökből és különböző használati tárgyakból állnak. A hagyományos paraszti életrend szerint az asszonyok helye a kemence és a kandalló körül volt, a férfiak, pedig a saroklócán ülve étkeztek, tanyáztak. A vendégeket a nyoszolya előtti karosszékbe ültették. A tiszacsegei Zsellérházat 1963-ban népi építészeti műemlékké nyilvánították.
- Tüzelős-ól múzeum

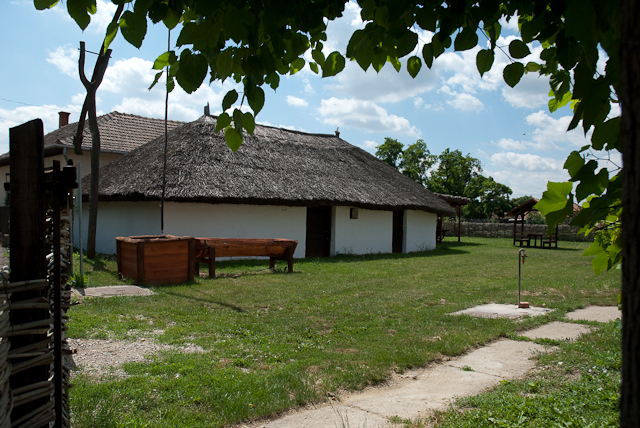
Tüzelős-ól

A város településnéprajzi különlegessége a kétbeltelkesség. Ennek lényege, hogy a lakóházak csoportja a múlt század közepéig elkülönült a gazdasági udvar szerepét betöltő úgynevezett szálláskertektől, amelyek külső gyűrűként övezték a belső magban épült lakóházakat. A XVIII. században a Tüzelős-ól a szálláskert része volt. A csegei parasztság az ehhez hasonló ólakban tartotta a jószágállományt, mely főleg szarvasmarhákból állt. Ezek az ólak meglehetősen primitívek voltak. Többségük nád- vagy vesszőfonatos falazattal készült, a tetejük „bogárhátú”, szalmával és gazzal fedett, földdel meghányott volt. Bejárati ajtajuk a hosszanti oldalon nyílott. Gyakorta gádor, vagy ajtó előtti boltozat védte. A tüzelős ólak belsejének kicsiny ablakok adtak fényt a bejárati ajtó falán jobbról-balról. A tüzelős ólak ajtajai kéttáblásak, ez az istállók ajtaján is gyakori volt. Az ajtó felső részét külön is ki lehetett nyitni. Ezáltal a tüzelős ól belsejének nappali világítása és szellőztetése is lehetővé vált. A jászlak mellett az állatokat gondozó férfiak számára ülő- és fekvőpadkákat is beépítettek, vagy priccseket, dikókat helyeztek el, ugyanitt gyakran zsombékon ültek.

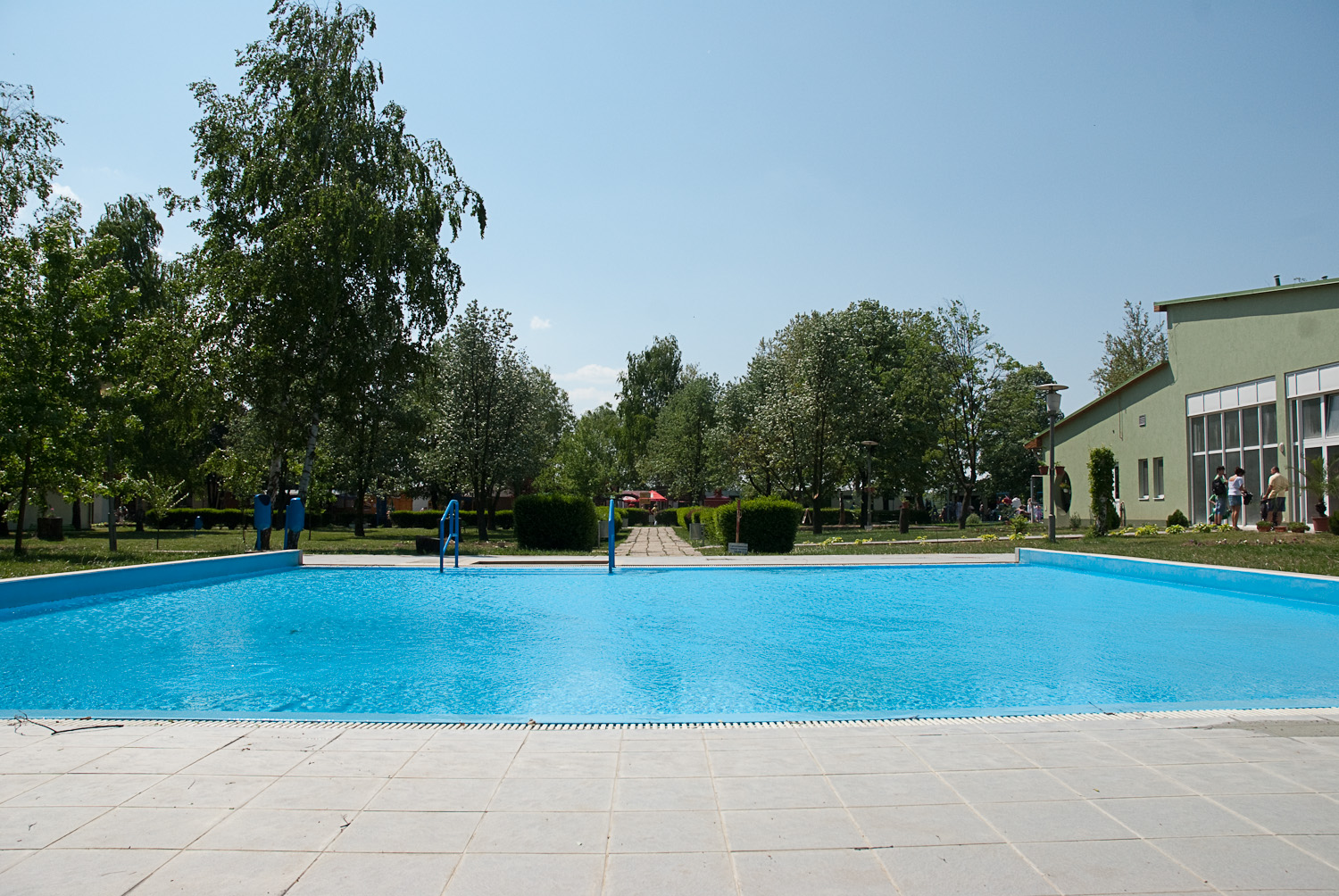
Tiszacsege termálstrandja

- Tiszacsegei termálstrand

Az 1972-ben feltárt, 80 °C-os, sok oldott szerves anyagot tartalmazó termálvízre épült a két gyógymedencés strandfürdő, s a csónakázó tó. A fürdő vize csont-, bőr-, izom- és reumatikus betegségek gyógyítására alkalmas. A strand szomszédságában két hektáros területen fekszik a Holdfény Kemping, amely árnyas fáival, csendes környezetben 500 fő pihenését szolgálja.
- Holt-Tisza és a Kácsa-sziget

A Holt-Tisza – hivatalos nevén Nagyerdei- vagy Miskafoki-holtág – a folyó szabályozásáig az élő Tisza részét képezte. Teljes területe 30 hektár, hossza 4 és fél kilométer. A Kácsa-szigetet a Holt-Tisza fogja közre. Ez a fokozottan védett táj, a környéken egyedülálló ősállapotával valóságos bioszféra-rezervátum, melyhez hasonló sem hazánkban, sem Európában nem található. A 700 hektáros területből 340 hektáron erdő borítja. A Holt-Tisza és a Kácsa-sziget is a Hortobágyi Nemzeti Park védelme alatt áll

## Turizmus
A községet rendszeres motoros kompjárat köti össze a Tisza túlpartján lévő Ároktővel. Különlegessége, hogy a komp lapátkerekes, hasonlóan a benki komphoz. A Tisza partján csónakkikötő, nyaralóhajó kikötő, halászcsárda, gyermek vízitábor, horgászóhelyek szolgálják a pihenőket, vízisportolókat.
Állandó programok: 
- Halászléfesztivál: július első szombatja, 1 napos rendezvény
- Csege Napok: augusztus első hétvégéje, 3 napos rendezvény
- Harcsapaprikás-főző fesztivál: szeptember első szombatja, 1 napos rendezvény
- Nagymajori-kastély vagy Vay-kastély

## Neves személyei
- Papp József dr., az ELTE docense
- K. Kovács Péter dr.
- K. Kovács László dr. néprajzkutató
- Gafni Miklós operaénekes
- Vadász Ernő
- Oláh Mihály, olimpia, Moszkva, 1980, lovaglás